# Lucas Banabaquintu
Lucas Banabaquintu (em luganda: Banabakintu) foi um dos mártires a serem mortos a mando do cabaca Muanga II (r. 1884–1888) do Reino de Buganda, na atual Uganda.

## Vida
Lucas nasceu em 1851 na vila de Netolomué, em Gomba, e era um dos 30 filhos de Macuanga do ramo eel do clã mamba e Cusubiza do clã nevuma, uma de suas trinta esposas. Quando tinha 16 anos, seu tio Jagué visitou a família e, a seu pedido, levou para morar consigo em Mitiana. Lá, serviu Macuenda, chefe de Singo, prosperando e recebendo pequena propriedade em Cauinga, onde devia supervisionar seus outros servos. Era casado com Bazaualalugia. Em 31 de outubro de 1880, foi matriculado pelo chefe no catecumenato católico. Foi com Matias Calemba nas instruções e frequentou instruções de missionários anglicanos. Foi batizado em 28 de maio de 1882, na Festa de Pentecostes, pelo padre Ludovic Girault.

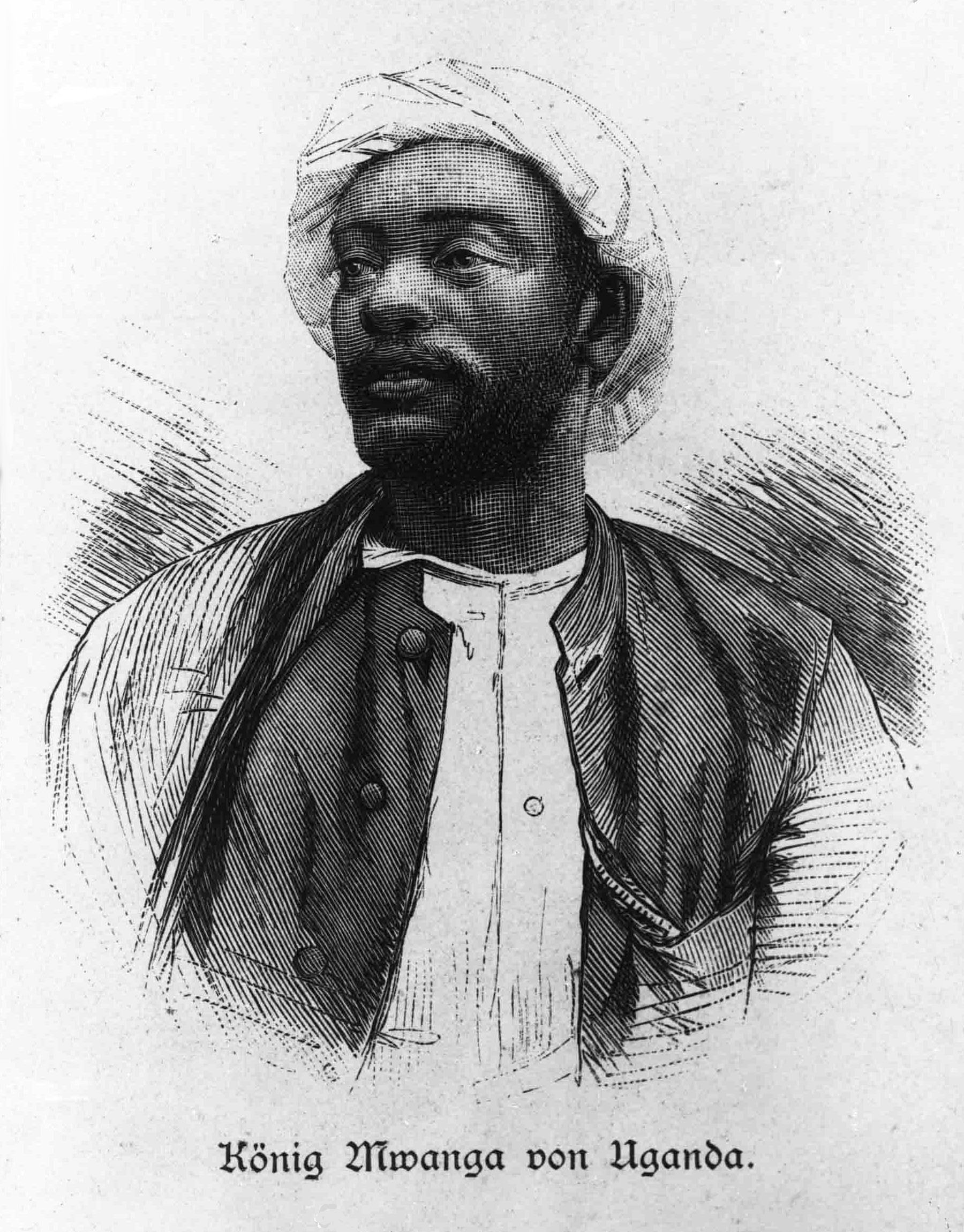
r.

Lucas cultivou grande amizade com Matias e ajudou-o a dar instruções aos catecúmenos em Mitiana. Sempre que podia, fazia a jornada de doze horas à missão para receber os sacramentos da reconciliação e da Eucaristia. Quando a perseguição eclodiu em 25 de maio de 1886 sob o cabaca Muanga II (r. 1884–1888), estava a caminho de Mitiana a Mengo e ficou a noite com seu amigo Cipriano Camia, com quem se batizou quatro anos antes. Na manhã seguinte, continuou sua jornada à capital e relatou a Macuenda que esperava ser morto, pois nunca trairia os nomes das crianças que instruíra. Passou a noite de 26 de maio como prisioneiro de Macuenda com Matias e no dia seguinte, ambos admitiram serem cristãos e foram sentenciados à morte pelo chanceler Mucassa. Calemba foi executado em Campala, enquanto Lucas continuou até Namugongo, onde foi juntou a Carlos Luanga e outros companheiros em 27 de maio, com quem foi morto incinerado em 3 de junho. Foram beatificados pelo papa Bento XV em 1920 e canonizados em 1964 pelo papa Paulo VI.